# Pastor Maldonado
Pastor Rafael Maldonado Motta (ur. 9 marca 1985 w Maracay) – wenezuelski kierowca wyścigowy. Odznaczony komandorią Orderu Oswobodziciela. W latach 2011–2013 kierowca zespołu Williams w Formule 1. Jedyne zwycięstwo w tej serii odniósł w Grand Prix Hiszpanii w 2012 roku. W latach 2014–2015 był zawodnikiem zespołu Lotus.

## Życiorys

### Początki kariery
W 2003 roku Wenezuelczyk zadebiutował we Włoskiej Formule Renault. Wygrał zimową edycję tej serii. W następnym sezonie zdobył tytuł mistrzowski w głównym cyklu (wygrał sześć wyścigów). Wraz ze startami we Włoszech, w 2004 roku Maldonado brał również udział w europejskim odpowiedniku tej serii. Zmagania zakończył na 8. pozycji w klasyfikacji generalnej. W listopadzie Maldonado odbył testy bolidu Formuły 1, z włoskim zespołem Minardi.
W 2005 roku ścigał się we Włoskiej Formule 3000. Poza tym wystąpił w kilku rundach World Series by Renault. W sezonie 2006 przeniósł się do Formuły Renault 3.5, w której startował w barwach ekipy Draco Racing. Zdobył pięć pole position. Ostatecznie rywalizację ukończył na 3. pozycji, z dorobkiem trzech wygranych. W sezonie tym doszło do kontrowersyjnej sytuacji, w wyniku której Maldonado stracił zwycięstwo na włoskim torze Misano (powodem zajścia był brak podkładek do regulacji zbieżności w tylnym zawieszeniu Dallary). Zespół Wenezuelczyka odwołał się od tej decyzji, argumentując to tym, iż brak wymaganych komponentów, nie wpłynął na osiągi pojazdu. Gdyby Maldonado odzyskał zwycięstwo, wówczas zdobyłby tytuł mistrzowski, który zdobył pierwotnie Szwed Alx Danielsson. Ostatecznie, po trzech miesiącach niepewności, Trybunał Apelacyjny włoskiej federacji CSAI, ogłosił, iż dyskwalifikacja Maldonado została powstrzymana. Tym samym mistrzem serii oficjalnie został wcześniej wspomniany Szwed, natomiast Maldonado pozostał na pierwotnie zajętym przez niego miejscu.

### Seria GP2
W 2007 roku odbył testy w jednym z zespołów GP2. Dostał szansę angażu we włoskim zespole Trident Racing. Maldonado zdominował rywalizację na ulicznym torze Circuit de Monaco (zdobył również pole position). Punkty zdobył jeszcze czterokrotnie, na torze Silverstone oraz Nürburgring. Podczas treningu do wyścigów na torze Istanbul Park, Pastor Maldonado doznał ciężkiego urazu obojczyka, który wykluczył go z dalszej rywalizacji. Przedwcześnie zakończony sezon ukończył na 11. miejscu.
Maldonado rozpoczął współpracę z Piquet Sports. W pierwszej rundzie, na hiszpańskim obiekcie Circuit de Catalunya, zdobył pole position. Pomimo tego nie zdobył punktów. Po raz drugi z pierwszego pola startował na ulubionym przez siebie torze Circuit de Monaco. W wyścigu dojechał na drugiej pozycji. Drugie podium w sezonie zdobył w głównym wyścigu we Francji. W końcowej fazie sezonu Maldonado stanął czterokrotnie na podium, w ciągu sześciu wyścigów. W sprincie, na belgijskim torze Spa-Francorchamps, odnotował drugie w karierze zwycięstwo. Wenezuelczyk zajął w klasyfikacji generalnej 5. miejsce, ze stratą pięciu punktów do tytułu wicemistrzowskiego, wywalczonego przez Brazylijczyka Bruno Sennę.
Na sezon 2009 podpisał jako pierwszy kontakt z francuskim zespołem ART Grand Prix, w zastępstwie Francuza Romaina Grosjeana. Jego partnerem został debiutant Nico Hülkenberg. W celu nabrania doświadczenia z zespołem odbył jeden wyścig w zimowej serii (drugi został odwołany), który jednak zakończył się dla niego przedwcześnie. Powrócił na dwie ostatnie rundy. W pierwszej z nich zajął siódme i drugie miejsce. W drugiej dwukrotnie nie dojechał do mety. W końcowej generalnej został sklasyfikowany na 6. miejscu.
Wenezuelczyk powrócił do zespołu Piquet Sports, który w wyniku wykupienia, został przekształcony w Rapax Team. Maldonado wygrał w sześciu wyścigach, w tym pięć w sobotnich zmaganiach, tytuł mistrzowski zdobył na rundę przed zakończeniem cyklu. Oprócz tego, odnotował najszybsze okrążenie w pięciu wyścigach.

### Formuła 1
Podczas posezonowych testów, Wenezuelczyk testował bolidy Williamsa oraz HRT. 1 grudnia 2010 roku Pastor Maldonado został potwierdzony, jako drugi kierowca brytyjskiego zespołu Williams, obok Rubensa Barrichello.
27 marca 2011, do wyścigu Grand Prix Australii inaugurującym sezon 2011 startował z 15 pozycji. Na 9 okrążeniu wyścigu w jego bolidzie pojawiły się problemy z układem przeniesienia napędu, w wyniku czego zmuszony był zakończyć wyścig. Do wyścigu o Grand Prix Malezji, który odbył się 10 kwietnia, startował z 18 miejsca startowego. Jednak na 8 okrążeniu musiał się wycofać z wyścigu z powodu problemów z zapłonem. Wyścig w Chińskiej Republice Ludowej i Turcji ukończył na 18. i 17. miejscu.
Sesje kwalifikacyjne Grand Prix Hiszpanii Maldonado ukończył na dziewiątej pozycji.
1 grudnia zespół AT&T Williams poinformował, że Pastor Maldonado będzie ich kierowcą w sezonie 2012. W kwalifikacjach do pierwszego wyścigu sezonu, Grand Prix Australii po raz czwarty w karierze awansował do trzeciej części kwalifikacji i wywalczył ósmą pozycję startową.
W Grand Prix Hiszpanii Wenezuelczyk odniósł, po zdobyciu pole positon pierwsze w karierze zwycięstwo w Formule 1. Był to jednak jedyny wysoki wynik kierowcy w sezonie. Ostatecznie dorobek 45 punktów dał mu piętnaste miejsce w klasyfikacji generalnej.
W sezonie 2013 Maldonado miał kłopoty z plasowaniem się w czołowej dziesiątce wyścigów. Udało mu się to tylko raz – zajął 10 miejsce podczas Grand Prix Węgier. Zakończył więc sezon z dorobkiem jednego punktu, czyli o trzy mniej niż jego partner zespołowy Valtteri Bottas.
Na sezon 2014 Wenezuelczyk podpisał kontrakt z brytyjską ekipą Lotus F1 Team. Trafił więc do ekipy, której kierowcy w sezonie 2013 kilkakrotnie walczyli o zwycięstwa w wyścigach. Jednak po zmianach regulaminowych nowy bolid okazał się niekonkurencyjny. Maldonado przez cały sezon toczył walkę w środku stawki. Jedynie w Stanach Zjednoczonych zdobył punkty. W Austin jako dziewiąty przeciął linię mety. W końcowej klasyfikacji kierowców był szesnasty, ponownie przegrywając z partnerem zespołowym.

## Wyniki
Stan: 16 czerwca 2019

### Formuła Renault 3.5
| Legenda oznaczeń w tabelach wyników Wyświetl szablon na nowej stronie | Legenda oznaczeń w tabelach wyników Wyświetl szablon na nowej stronie                                                                     |
| Oznaczenie                                                            | Wyjaśnienie |
| --------------------------------------------------------------------- | --- |
| Złoty                                                                 | Zwycięzca lub mistrzostwo |
| Srebrny                                                               | 2. miejsce lub wicemistrzostwo |
| Brązowy                                                               | 3. miejsce lub II wicemistrzostwo |
| Zielony                                                               | Ukończył, punktował (w klasyfikacji generalnej, gdy zdobył co najmniej jeden punkt na przestrzeni sezonu, poza trzema powyższymi opcjami) |
| Niebieski                                                             | Ukończył, nie punktował (w klasyfikacji generalnej, gdy nie zdobył co najmniej jednego punktu na przestrzeni sezonu)                      |
| Czerwony                                                              | Nie zakwalifikował się (NZ) |
| Czerwony                                                              | Nie prekwalifikował się (NPK) |
| Różowy                                                                | Nie ukończył (NU) |
| Różowy                                                                | Niesklasyfikowany (NS) (w klasyfikacji generalnej, gdy nie został sklasyfikowany w żadnym wyścigu sezonu)                                 |
| Czarny                                                                | Zdyskwalifikowany (DK) |
| Czarny                                                                | Wykluczony (WYK/EX) |
| Biały                                                                 | Nie wystartował (NW) |
| Biały                                                                 | Kontuzjowany (K/INJ) |
| Biały                                                                 | Wyścig odwołany (OD/C) |
| Bez koloru                                                            | Został wycofany (WYC/WD) |
| Bez koloru                                                            | Nie przybył (NP/DNA) |
| Bez koloru                                                            | Nie brał udziału w treningach (NT/DNP) |
| Bez koloru                                                            | Nie został zgłoszony (–) |
| Pogrubienie                                                           | Start z pole position |
| Kursywa                                                               | Najszybsze okrążenie wyścigu |
| †                                                                     | Nie ukończył, ale jego rezultat został zaliczony ze względu na przejechanie więcej niż 90% dystansu wyścigu.                              |
| *                                                                     | Sezon w trakcie |
| 1/2/3                                                                 | Punktowana pozycja w sprincie kwalifikacyjnym                                                                                             |
| Lista systemów punktacji Formuły 1                                    | |

| Rok  | Zespół                | Wyniki w poszczególnych eliminacjach | Wyniki w poszczególnych eliminacjach | Wyniki w poszczególnych eliminacjach | Wyniki w poszczególnych eliminacjach | Wyniki w poszczególnych eliminacjach | Wyniki w poszczególnych eliminacjach | Wyniki w poszczególnych eliminacjach | Wyniki w poszczególnych eliminacjach | Wyniki w poszczególnych eliminacjach | Wyniki w poszczególnych eliminacjach | Wyniki w poszczególnych eliminacjach | Wyniki w poszczególnych eliminacjach | Wyniki w poszczególnych eliminacjach | Wyniki w poszczególnych eliminacjach | Wyniki w poszczególnych eliminacjach | Wyniki w poszczególnych eliminacjach | Wyniki w poszczególnych eliminacjach | Punkty | Pozycja |
| ---- | --------------------- | ------------------------------------ | ------------------------------------ | ------------------------------------ | ------------------------------------ | ------------------------------------ | ------------------------------------ | ------------------------------------ | ------------------------------------ | ------------------------------------ | ------------------------------------ | ------------------------------------ | ------------------------------------ | ------------------------------------ | ------------------------------------ | ------------------------------------ | ------------------------------------ | ------------------------------------ | ------ | ------- |
| 2005 | DAMS                  | BEL                                  | BEL                                  | MON                                  | VAL                                  | VAL                                  | FRA                                  | FRA                                  | BIL                                  | BIL                                  | DEU                                  | DEU                                  | GBR                                  | GBR                                  | PRT                                  | PRT                                  | ITA                                  | ITA                                  | 4      | 25      |
| 2005 | DAMS                  | 20                                   | NU                                   | NW                                   | –                                    | –                                    | –                                    | –                                    | –                                    | –                                    | –                                    | –                                    | 25                                   | 7                                    | 12                                   | NU                                   | NU                                   | NU                                   | 4      | 25      |
| 2006 | Draco Multiracing USA | ZOL                                  | ZOL                                  | MON                                  | TUR                                  | TUR                                  | ITA                                  | ITA                                  | SFR                                  | SFR                                  | DEU                                  | DEU                                  | GBR                                  | GBR                                  | FRA                                  | FRA                                  | ESP                                  | ESP                                  | 103    | 3       |
| 2006 | Draco Multiracing USA | 8                                    | 3                                    | 1                                    | 11                                   | NU                                   | DK                                   | NU                                   | 1                                    | 2                                    | 6                                    | 22                                   | 8                                    | NU                                   | NU                                   | 1                                    | 10                                   | 2                                    | 103    | 3       |

### Seria GP2
| Legenda oznaczeń w tabelach wyników Wyświetl szablon na nowej stronie | Legenda oznaczeń w tabelach wyników Wyświetl szablon na nowej stronie                                                                     |
| Oznaczenie                                                            | Wyjaśnienie |
| --------------------------------------------------------------------- | --- |
| Złoty                                                                 | Zwycięzca lub mistrzostwo |
| Srebrny                                                               | 2. miejsce lub wicemistrzostwo |
| Brązowy                                                               | 3. miejsce lub II wicemistrzostwo |
| Zielony                                                               | Ukończył, punktował (w klasyfikacji generalnej, gdy zdobył co najmniej jeden punkt na przestrzeni sezonu, poza trzema powyższymi opcjami) |
| Niebieski                                                             | Ukończył, nie punktował (w klasyfikacji generalnej, gdy nie zdobył co najmniej jednego punktu na przestrzeni sezonu)                      |
| Czerwony                                                              | Nie zakwalifikował się (NZ) |
| Czerwony                                                              | Nie prekwalifikował się (NPK) |
| Różowy                                                                | Nie ukończył (NU) |
| Różowy                                                                | Niesklasyfikowany (NS) (w klasyfikacji generalnej, gdy nie został sklasyfikowany w żadnym wyścigu sezonu)                                 |
| Czarny                                                                | Zdyskwalifikowany (DK) |
| Czarny                                                                | Wykluczony (WYK/EX) |
| Biały                                                                 | Nie wystartował (NW) |
| Biały                                                                 | Kontuzjowany (K/INJ) |
| Biały                                                                 | Wyścig odwołany (OD/C) |
| Bez koloru                                                            | Został wycofany (WYC/WD) |
| Bez koloru                                                            | Nie przybył (NP/DNA) |
| Bez koloru                                                            | Nie brał udziału w treningach (NT/DNP) |
| Bez koloru                                                            | Nie został zgłoszony (–) |
| Pogrubienie                                                           | Start z pole position |
| Kursywa                                                               | Najszybsze okrążenie wyścigu |
| †                                                                     | Nie ukończył, ale jego rezultat został zaliczony ze względu na przejechanie więcej niż 90% dystansu wyścigu.                              |
| *                                                                     | Sezon w trakcie |
| 1/2/3                                                                 | Punktowana pozycja w sprincie kwalifikacyjnym                                                                                             |
| Lista systemów punktacji Formuły 1                                    | |

| Rok  | Zespół         | Wyniki w poszczególnych eliminacjach | Wyniki w poszczególnych eliminacjach | Wyniki w poszczególnych eliminacjach | Wyniki w poszczególnych eliminacjach | Wyniki w poszczególnych eliminacjach | Wyniki w poszczególnych eliminacjach | Wyniki w poszczególnych eliminacjach | Wyniki w poszczególnych eliminacjach | Wyniki w poszczególnych eliminacjach | Wyniki w poszczególnych eliminacjach | Wyniki w poszczególnych eliminacjach | Wyniki w poszczególnych eliminacjach | Wyniki w poszczególnych eliminacjach | Wyniki w poszczególnych eliminacjach | Wyniki w poszczególnych eliminacjach | Wyniki w poszczególnych eliminacjach | Wyniki w poszczególnych eliminacjach | Wyniki w poszczególnych eliminacjach | Wyniki w poszczególnych eliminacjach | Wyniki w poszczególnych eliminacjach | Wyniki w poszczególnych eliminacjach | Punkty | Pozycja |
| ---- | -------------- | ------------------------------------ | ------------------------------------ | ------------------------------------ | ------------------------------------ | ------------------------------------ | ------------------------------------ | ------------------------------------ | ------------------------------------ | ------------------------------------ | ------------------------------------ | ------------------------------------ | ------------------------------------ | ------------------------------------ | ------------------------------------ | ------------------------------------ | ------------------------------------ | ------------------------------------ | ------------------------------------ | ------------------------------------ | ------------------------------------ | ------------------------------------ | ------ | ------- |
| 2007 | Trident Racing | BHR FEA NW                           | BHR SPR 16                           | ESP FEA NU                           | ESP SPR 17                           | MON FEA 1                            | FRA FEA 10                           | FRA SPR 8                            | GBR FEA 7                            | GBR SPR 2                            | GER FEA 6                            | GER SPR 4                            | HUN FEA NU                           | HUN SPR NU                           | TUR FEA                              | TUR SPR                              | ITA FEA                              | ITA SPR                              | BEL FEA                              | BEL SPR                              | VAL FEA                              | VAL SPR                              | 25     | 11      |
| 2008 | Piquet Sports  | ESP FEA 12                           | ESP SPR NU                           | TUR FEA NU                           | TUR SPR NU                           | MON FEA 2                            | MON SPR NU                           | FRA FEA 3                            | FRA SPR 7                            | GBR FEA NU                           | GBR SPR 15                           | GER FEA 6                            | GER SPR 17                           | HUN FEA 5                            | HUN SPR 18                           | EUR FEA 2                            | EUR SPR NU                           | BEL FEA 3                            | BEL SPR 1                            | ITA FEA 2                            | ITA SPR 4                            |                                      | 60     | 5       |
| 2009 | ART Grand Prix | ESP FEA 5                            | ESP SPR 6                            | MON FEA 8                            | MON SPR 1                            | TUR FEA 6                            | TUR SPR 5                            | GBR FEA 7                            | GBR SPR 1                            | GER FEA NU                           | GER SPR 9                            | HUN FEA 4                            | HUN SPR NU                           | EUR FEA DK                           | EUR SPR 8                            | BEL FEA 4                            | BEL SPR NU                           | ITA FEA NU                           | ITA SPR 15                           | POR FEA 11                           | POR SPR 20                           |                                      | 36     | 6       |
| 2010 | Rapax Team     | ESP FEA 6                            | ESP SPR 3                            | MON FEA 2                            | MON SPR 11                           | TUR FEA 1                            | TUR SPR 6                            | EUR FEA 1                            | EUR SPR 4                            | GBR FEA 1                            | GBR SPR 4                            | GER FEA 1                            | GER SPR 20                           | HUN FEA 1                            | HUN SPR DK                           | BEL FEA 1                            | BEL SPR NU                           | ITA FEA NU                           | ITA SPR NU                           | ABU FEA 17                           | ABU SPR 9                            |                                      | 87     | 1       |

### Azjatycka Seria GP2
| Legenda oznaczeń w tabelach wyników Wyświetl szablon na nowej stronie | Legenda oznaczeń w tabelach wyników Wyświetl szablon na nowej stronie                                                                     |
| Oznaczenie                                                            | Wyjaśnienie |
| --------------------------------------------------------------------- | --- |
| Złoty                                                                 | Zwycięzca lub mistrzostwo |
| Srebrny                                                               | 2. miejsce lub wicemistrzostwo |
| Brązowy                                                               | 3. miejsce lub II wicemistrzostwo |
| Zielony                                                               | Ukończył, punktował (w klasyfikacji generalnej, gdy zdobył co najmniej jeden punkt na przestrzeni sezonu, poza trzema powyższymi opcjami) |
| Niebieski                                                             | Ukończył, nie punktował (w klasyfikacji generalnej, gdy nie zdobył co najmniej jednego punktu na przestrzeni sezonu)                      |
| Czerwony                                                              | Nie zakwalifikował się (NZ) |
| Czerwony                                                              | Nie prekwalifikował się (NPK) |
| Różowy                                                                | Nie ukończył (NU) |
| Różowy                                                                | Niesklasyfikowany (NS) (w klasyfikacji generalnej, gdy nie został sklasyfikowany w żadnym wyścigu sezonu)                                 |
| Czarny                                                                | Zdyskwalifikowany (DK) |
| Czarny                                                                | Wykluczony (WYK/EX) |
| Biały                                                                 | Nie wystartował (NW) |
| Biały                                                                 | Kontuzjowany (K/INJ) |
| Biały                                                                 | Wyścig odwołany (OD/C) |
| Bez koloru                                                            | Został wycofany (WYC/WD) |
| Bez koloru                                                            | Nie przybył (NP/DNA) |
| Bez koloru                                                            | Nie brał udziału w treningach (NT/DNP) |
| Bez koloru                                                            | Nie został zgłoszony (–) |
| Pogrubienie                                                           | Start z pole position |
| Kursywa                                                               | Najszybsze okrążenie wyścigu |
| †                                                                     | Nie ukończył, ale jego rezultat został zaliczony ze względu na przejechanie więcej niż 90% dystansu wyścigu.                              |
| *                                                                     | Sezon w trakcie |
| 1/2/3                                                                 | Punktowana pozycja w sprincie kwalifikacyjnym                                                                                             |
| Lista systemów punktacji Formuły 1                                    | |

| Rok       | Zespół         | Wyniki w poszczególnych eliminacjach | Wyniki w poszczególnych eliminacjach | Wyniki w poszczególnych eliminacjach | Wyniki w poszczególnych eliminacjach | Wyniki w poszczególnych eliminacjach | Wyniki w poszczególnych eliminacjach | Wyniki w poszczególnych eliminacjach | Wyniki w poszczególnych eliminacjach | Wyniki w poszczególnych eliminacjach | Wyniki w poszczególnych eliminacjach | Wyniki w poszczególnych eliminacjach | Wyniki w poszczególnych eliminacjach | Punkty | Pozycja |
| --------- | -------------- | ------------------------------------ | ------------------------------------ | ------------------------------------ | ------------------------------------ | ------------------------------------ | ------------------------------------ | ------------------------------------ | ------------------------------------ | ------------------------------------ | ------------------------------------ | ------------------------------------ | ------------------------------------ | ------ | ------- |
| 2008/2009 | ART Grand Prix | CHN FEA                              | CHN SPR                              | ABU FEA NU                           | ABU SPR C                            | BHR1 FEA                             | BHR1 SPR                             | QAT FEA                              | QAT SPR                              | MYS FEA 7                            | MYS SPR 2                            | BHR2 FEA NU                          | BHR2 SPR NU                          | 7      | 15      |

### Formuła 1
| Legenda oznaczeń w tabelach wyników Wyświetl szablon na nowej stronie | Legenda oznaczeń w tabelach wyników Wyświetl szablon na nowej stronie                                                                     |
| Oznaczenie                                                            | Wyjaśnienie |
| --------------------------------------------------------------------- | --- |
| Złoty                                                                 | Zwycięzca lub mistrzostwo |
| Srebrny                                                               | 2. miejsce lub wicemistrzostwo |
| Brązowy                                                               | 3. miejsce lub II wicemistrzostwo |
| Zielony                                                               | Ukończył, punktował (w klasyfikacji generalnej, gdy zdobył co najmniej jeden punkt na przestrzeni sezonu, poza trzema powyższymi opcjami) |
| Niebieski                                                             | Ukończył, nie punktował (w klasyfikacji generalnej, gdy nie zdobył co najmniej jednego punktu na przestrzeni sezonu)                      |
| Czerwony                                                              | Nie zakwalifikował się (NZ) |
| Czerwony                                                              | Nie prekwalifikował się (NPK) |
| Różowy                                                                | Nie ukończył (NU) |
| Różowy                                                                | Niesklasyfikowany (NS) (w klasyfikacji generalnej, gdy nie został sklasyfikowany w żadnym wyścigu sezonu)                                 |
| Czarny                                                                | Zdyskwalifikowany (DK) |
| Czarny                                                                | Wykluczony (WYK/EX) |
| Biały                                                                 | Nie wystartował (NW) |
| Biały                                                                 | Kontuzjowany (K/INJ) |
| Biały                                                                 | Wyścig odwołany (OD/C) |
| Bez koloru                                                            | Został wycofany (WYC/WD) |
| Bez koloru                                                            | Nie przybył (NP/DNA) |
| Bez koloru                                                            | Nie brał udziału w treningach (NT/DNP) |
| Bez koloru                                                            | Nie został zgłoszony (–) |
| Pogrubienie                                                           | Start z pole position |
| Kursywa                                                               | Najszybsze okrążenie wyścigu |
| †                                                                     | Nie ukończył, ale jego rezultat został zaliczony ze względu na przejechanie więcej niż 90% dystansu wyścigu.                              |
| *                                                                     | Sezon w trakcie |
| 1/2/3                                                                 | Punktowana pozycja w sprincie kwalifikacyjnym                                                                                             |
| Lista systemów punktacji Formuły 1                                    | |

| Sezon | Zespół                | Samochód                       | Pozycje startowe / w wyścigach | Pozycje startowe / w wyścigach | Pozycje startowe / w wyścigach | Pozycje startowe / w wyścigach | Pozycje startowe / w wyścigach | Pozycje startowe / w wyścigach | Pozycje startowe / w wyścigach | Pozycje startowe / w wyścigach | Pozycje startowe / w wyścigach | Pozycje startowe / w wyścigach | Pozycje startowe / w wyścigach | Pozycje startowe / w wyścigach | Pozycje startowe / w wyścigach | Pozycje startowe / w wyścigach | Pozycje startowe / w wyścigach | Pozycje startowe / w wyścigach | Pozycje startowe / w wyścigach | Pozycje startowe / w wyścigach | Pozycje startowe / w wyścigach | Pozycje startowe / w wyścigach | Pozycje startowe / w wyścigach |
| Sezon | Zespół                | Silnik                         | 1                              | 2                              | 3                              | 4                              | 5                              | 6                              | 7                              | 8                              | 9                              | 10                             | 11                             | 12                             | 13                             | 14                             | 15                             | 16                             | 17                             | 18                             | 19                             | 20                             | 21                             |
| 2011  |                       |                                | Australia                      | Malezja                        |                                | Turcja                         | Hiszpania                      | Monako                         | Kanada                         | Unia Europejska                | Wielka Brytania                | Niemcy                         | Węgry                          | Belgia                         | Włochy                         | Singapur                       | Japonia                        | Korea Południowa               | Indie                          |                                | Brazylia                       |                                |                                |
| ----- | --------------------- | ------------------------------ | ------------------------------ | ------------------------------ | ------------------------------ | ------------------------------ | ------------------------------ | ------------------------------ | ------------------------------ | ------------------------------ | ------------------------------ | ------------------------------ | ------------------------------ | ------------------------------ | ------------------------------ | ------------------------------ | ------------------------------ | ------------------------------ | ------------------------------ | ------------------------------ | ------------------------------ | ------------------------------ | ------------------------------ |
| 2011  | AT&T Williams F1 Team | Williams FW33                  | 15                             | 18                             | 17                             | 14                             | 9                              | 8                              | 12                             | 15                             | 7                              | 13                             | 17                             | 21                             | 14                             | 13                             | 14                             | 16                             | 13                             | 23                             | 18                             |                                |                                |
| 2011  | AT&T Williams F1 Team | Cosworth CA2011 2.4 V8         | NU                             | NU                             | 18                             | 17                             | 15                             | 18†                            | NU                             | 18                             | 14                             | 14                             | 16                             | 10                             | 11                             | 11                             | 14                             | NU                             | NU                             | 14                             | NU                             |                                |                                |
| 2012  |                       |                                | Australia                      | Malezja                        |                                | Bahrajn                        | Hiszpania                      | Monako                         | Kanada                         | Unia Europejska                | Wielka Brytania                | Niemcy                         | Węgry                          | Belgia                         | Włochy                         | Singapur                       | Japonia                        | Korea Południowa               | Indie                          |                                | Stany Zjednoczone              | Brazylia                       |                                |
| 2012  | Williams F1           | Williams FW34                  | 8                              | 11                             | 13                             | 21                             | 1                              | 23                             | 22                             | 3                              | 7                              | 5                              | 8                              | 6                              | 22                             | 2                              | 12                             | 15                             | 9                              | 3                              | 9                              | 16                             |                                |
| 2012  | Williams F1           | Renault RS27-2012 2.4 V8       | 13†                            | 19†                            | 8                              | NU                             | 1                              | NU                             | 13                             | 12                             | 16                             | 15                             | 13                             | NU                             | 11                             | NU                             | 8                              | 14                             | 16                             | 5                              | 9                              | NU                             |                                |
| 2013  |                       |                                | Australia                      | Malezja                        |                                | Bahrajn                        | Hiszpania                      | Monako                         | Kanada                         | Wielka Brytania                | Niemcy                         | Węgry                          | Belgia                         | Włochy                         | Singapur                       | Korea Południowa               | Japonia                        | Indie                          |                                | Stany Zjednoczone              | Brazylia                       |                                |                                |
| 2013  | Williams F1           | Williams FW35                  | 17                             | 16                             | 14                             | 17                             | 17                             | 16                             | 13                             | 15                             | 18                             | 15                             | 17                             | 14                             | 18                             | 18                             | 15                             | 18                             | 14                             | 17                             | 16                             |                                |                                |
| 2013  | Williams F1           | Renault RS27-2013 2.4 V8       | NU                             | NU                             | 14                             | 11                             | 14                             | NU                             | 16                             | 11                             | 15                             | 10                             | 17                             | 14                             | 11                             | 13                             | 16                             | 12                             | 11                             | 17                             | 16                             |                                |                                |
| 2014  |                       |                                | Australia                      | Malezja                        | Bahrajn                        |                                | Hiszpania                      | Monako                         | Kanada                         | Austria                        | Wielka Brytania                | Niemcy                         | Węgry                          | Belgia                         | Włochy                         | Singapur                       | Japonia                        | Rosja                          | Stany Zjednoczone              | Brazylia                       |                                |                                |                                |
| 2014  | Lotus F1 Team         | Lotus E22                      | 21                             | 16                             | 17                             | 22                             | 22                             | 15                             | 17                             | 13                             | 20                             | 18                             | 20                             | 17                             | 16                             | 18                             | 22                             | 21                             | 10                             | 16                             | 15                             |                                |                                |
| 2014  | Lotus F1 Team         | Renault Energy F1-2014 1.6T V6 | NU                             | NU                             | 14                             | 14                             | 15                             | NW                             | NU                             | 12                             | 17†                            | 12                             | 13                             | NU                             | 14                             | 12                             | 16                             | 18                             | 9                              | 12                             | NU                             |                                |                                |
| 2015  |                       |                                | Australia                      | Malezja                        |                                | Bahrajn                        | Hiszpania                      | Monako                         | Kanada                         | Austria                        | Wielka Brytania                | Węgry                          | Belgia                         | Włochy                         | Singapur                       | Japonia                        | Rosja                          | Stany Zjednoczone              | Meksyk                         | Brazylia                       |                                |                                |                                |
| 2015  | Lotus F1 Team         | Lotus E23 Hybrid               | 9                              | 12                             | 11                             | 16                             | 12                             | 8                              | 6                              | 10                             | 14                             | 14                             | 7                              | 10                             | 18                             | 11                             | 14                             | 12                             | 13                             | 15                             | 13                             |                                |                                |
| 2015  | Lotus F1 Team         | Mercedes-Benz PU106A 1.6T V6   | NU                             | NU                             | NU                             | 15                             | NU                             | NU                             | 7                              | 7                              | NU                             | 14                             | NU                             | NU                             | 12                             | 8                              | 7                              | 8                              | 11                             | 10                             | NU                             |                                |                                |

### FIA World Endurance Championship
| Legenda oznaczeń w tabelach wyników Wyświetl szablon na nowej stronie | Legenda oznaczeń w tabelach wyników Wyświetl szablon na nowej stronie                                                                     |
| Oznaczenie                                                            | Wyjaśnienie |
| --------------------------------------------------------------------- | --- |
| Złoty                                                                 | Zwycięzca lub mistrzostwo |
| Srebrny                                                               | 2. miejsce lub wicemistrzostwo |
| Brązowy                                                               | 3. miejsce lub II wicemistrzostwo |
| Zielony                                                               | Ukończył, punktował (w klasyfikacji generalnej, gdy zdobył co najmniej jeden punkt na przestrzeni sezonu, poza trzema powyższymi opcjami) |
| Niebieski                                                             | Ukończył, nie punktował (w klasyfikacji generalnej, gdy nie zdobył co najmniej jednego punktu na przestrzeni sezonu)                      |
| Czerwony                                                              | Nie zakwalifikował się (NZ) |
| Czerwony                                                              | Nie prekwalifikował się (NPK) |
| Różowy                                                                | Nie ukończył (NU) |
| Różowy                                                                | Niesklasyfikowany (NS) (w klasyfikacji generalnej, gdy nie został sklasyfikowany w żadnym wyścigu sezonu)                                 |
| Czarny                                                                | Zdyskwalifikowany (DK) |
| Czarny                                                                | Wykluczony (WYK/EX) |
| Biały                                                                 | Nie wystartował (NW) |
| Biały                                                                 | Kontuzjowany (K/INJ) |
| Biały                                                                 | Wyścig odwołany (OD/C) |
| Bez koloru                                                            | Został wycofany (WYC/WD) |
| Bez koloru                                                            | Nie przybył (NP/DNA) |
| Bez koloru                                                            | Nie brał udziału w treningach (NT/DNP) |
| Bez koloru                                                            | Nie został zgłoszony (–) |
| Pogrubienie                                                           | Start z pole position |
| Kursywa                                                               | Najszybsze okrążenie wyścigu |
| †                                                                     | Nie ukończył, ale jego rezultat został zaliczony ze względu na przejechanie więcej niż 90% dystansu wyścigu.                              |
| *                                                                     | Sezon w trakcie |
| 1/2/3                                                                 | Punktowana pozycja w sprincie kwalifikacyjnym                                                                                             |
| Lista systemów punktacji Formuły 1                                    | |

| Rok       | Zespół      | Klasa | Samochód | Silnik                | 1     | 2     | 3     | 4     | 5     | 6     | 7     | 8      | Pozycja | Punkty |
| --------- | ----------- | ----- | -------- | --------------------- | ----- | ----- | ----- | ----- | ----- | ----- | ----- | ------ | ------- | ------ |
| 2018/2019 | DragonSpeed | LMP2  | Oreca 07 | Gibson GK428 4.2 L V8 | SPA 5 | LMS 3 | SIL 4 | FUJ 6 | SHA 2 | SEB 3 | SPA 1 | LMS NU | 3       | 117    |

### 24h Le Mans
| Rok  | Zespół      | Współkierowcy                      | Samochód         | Klasa | Okrążenia | Pozycja | Pozycja w klasie |
| ---- | ----------- | ---------------------------------- | ---------------- | ----- | --------- | ------- | ---------------- |
| 2018 | DragonSpeed | Roberto González Nathanaël Berthon | Oreca 07 -Gibson | LMP2  | 360       | 9       | 5                |
| 2019 | DragonSpeed | Roberto González Anthony Davidson  | Oreca 07 -Gibson | LMP2  | 245       | NU      | NU               |